# Port lotniczy Al-Mansura
Port lotniczy Al-Mansura – lotnisko Egiptu, znajduje się w pobliżu miejscowości Al-Mansura.